# Ténimoun dan Sélimane
Ténimoun dan Sélimane († 1884; Beiname: Ténimoun der Große) war im 19. Jahrhundert Sultan von Zinder.

## Leben
Ténimoun dan Sélimane war ein Sohn des Sultans Sélimane dan Tintouma von Zinder, dessen Nachfolger 1822 Ténimouns Bruder Ibrahim dan Sélimane wurde. Das Sultanat Zinder war dem Reich Bornu untergeordnet und hatte innerhalb von knapp zwanzig Jahren seinen Herrschaftsbereich stetig erweitert, oft gegen den Willen Bornus. 1841 reiste Umar al-Kânemî, der Sultan von Bornu, persönlich nach Zinder, um Ibrahim zur Ordnung zu rufen. Ibrahim sandte ihm seinen Bruder Ténimoun entgegen. Als er jedoch annahm, dass ihn dieser hintergehen würde, flüchtete er über Kantché nach Maradi. Umar al-Kânemî ernannte daraufhin Ténimoun zum Sultan von Zinder. Ténimoun beging den Fehler, sogleich den Kampf gegen den Zinder untergeordneten Sossébaki-Staat Mirriah aufzunehmen, woraufhin Umar al-Kânemî wieder Ibrahim zum Sultan bestimmte. Ténimoun war nicht bereit, die gerade erst gewonnene Herrschaft abzugeben, und begann einen langen Krieg gegen Ibrahim, der tausend Tote forderte. 1848 musste sich Ténimoun geschlagen geben und in das Tuareg-Gebiet im Norden flüchten. Ihm gelang es in weiterer Folge, über Mounio zum Hof von Bornu zu kommen, doch Umar al-Kânemî weigerte sich, ihm den Thron zurückzugeben. Ténimoun beschloss, sich die Herrschaft über Zinder mit Gewalt zurückzuholen. Er konnte lediglich einen der beiden Thronprätendenten des Emirats Daura auf seine Seite ziehen. Ibrahim, verbündet mit dem Herrscher von Maradi, dem Sultan von Gobir und den nördlich von Zinder lebenden Tuareg, ging 1850 in die Offensive gegen seinen Bruder. Ténimoun gewann den Kampf und Ibrahim starb während des Rückzugs. Mohamed Katché dan Ibrahim, Ibrahims Sohn, wurde neuer Sultan von Zinder. Doch Ténimoun setzte seinen Marsch auf Zinder fort, dessen Bevölkerung ihn 1851 als Sultan begrüßte. Mohamed Katché zog sich nach Kuka, die Hauptstadt Bornus, zurück.
Sultan Ténimoun wollte augenblicklich einen Krieg gegen das Sultanat Kano beginnen, musste jedoch aufgeben, bevor es überhaupt zu Kampfhandlungen gekommen war. Diese Episode wird auch als „Wasserkrieg“ (yaki n’roua) bezeichnet, weil Ténimoun in den Feuchtgebieten vor Kano zahlreiche Pferde verlor. Daraufhin wandte er sich seinen unmittelbaren Nachbarn zu. Er ersetzte den aufständischen Herrscher des Sossébaki-Staats Mirriah durch einen loyalen Regenten. In den Randgebieten von Kantché und Kano brachte er mehrere Dörfer unter seine Kontrolle. Um seine Hauptstadt Zinder ließ er innerhalb von zwei Monaten eine fünf Kilometer lange und jeweils zehn Meter hohe und breite Befestigungsmauer errichten. Ténimoun unternahm danach ein erfolglosen Versuch, Mounio zu erobern. Erst als der Sultan von Bornu dort einen neuen Herrscher einsetzte, der sich aus Angst sogleich an den Hof von Bornu flüchtete, konnte Ténimoun Mounio kampflos annektieren. Nach zwei erfolglosen Versuchen, das weiter südlich gelegene Sultanat Hadejia zu erobern, ließ Ténimoun seine Nachbarn wissen, dass er von nun an nur noch an einem friedlichen Zusammenleben interessiert sei. Er förderte den Ackerbau durch die Einführung neuer Kulturen und den Handel durch die Etablierung von Handelsrouten bis nach Tripolis und Kairo. Zinder erlangte einen bemerkenswerten Wohlstand. Ténimoun blieb bis zu seinem Tod 1884 Sultan.